# 黑弗里爾鎮區 (明尼蘇達州奧姆斯特德縣)
黑弗里爾鎮區（英語：Haverill Township）是位於美國明尼蘇達州奧姆斯特德縣的一個行政鎮區。

## 歷史
黑弗里爾鎮區於1858年成立，得名自麻薩諸塞州的黑弗里爾。

## 地方資料
黑弗里爾鎮區的面積為83.61平方千米，皆為陸地。根據2020年美國人口普查的數據，當地共有人口1498人，而人口密度為每平方千米17.92人。